# Chiesa di San Nicola (Berlino-Spandau)
La chiesa di San Nicola (in tedesco Nikolaikirche) è una chiesa evangelica di Berlino, sita nel quartiere di Spandau.
Risalente agli inizi del XV secolo, è posta sotto tutela monumentale (Denkmalschutz).